# Alexander Steen Olsen
Alexander Steen Olsen (* 18. August 2001) ist ein norwegischer Skirennläufer. Er ist weitgehend auf die technischen Disziplinen Riesenslalom und Slalom spezialisiert und wurde 2022 zweifacher Juniorenweltmeister.

## Biografie

### Jugend und Europacup
Alexander Steen Olsen bestritt im Alter von 16 Jahren in Hemsedal seine ersten FIS-Rennen. 2017/18 fuhr er in FIS-Rennen regelmäßig auf das Podest und konnte auf diesem Niveau seine ersten Siege feiern. Im Dezember 2019 gab er in den Riesenslaloms von Trysil sein Europacup-Debüt. Bei seinen ersten Juniorenweltmeisterschaften in Narvik belegte er im Super-G Rang 29. Neun Monate später kürte er sich in Abwesenheit der norwegischen Weltklasse erstmals zum Staatsmeister in seiner Paradedisziplin Slalom, im Riesenslalom verpasste er den Titel um zwei Hundertstelsekunden. Im Februar 2021 verbesserten sich seine Europacup-Resultate deutlich und er erreichte seinen ersten Podestplatz. Nachdem Olsen bei den JWM in Bansko in beiden technischen Disziplinen ausgeschieden war, gelang ihm am Ende der Saison auf der Reiteralm sein erster Slalomsieg im Europacup.
Im Winter 2021/22 gehörte Olsen vor allem im Slalom zur absoluten Europacup-Spitze. Er gewann die Rennen in Obereggen und Soldeu und entschied damit die Disziplinenwertung für sich. Bei seinen dritten Juniorenweltmeisterschaften in Panorama sicherte er sich sowohl im Riesenslalom als auch im Slalom die Goldmedaille.

### Weltcup
Alexander Steen Olsen gab am 27. Februar 2021 im Riesenslalom von Bansko sein Weltcup-Debüt, konnte sich vorerst aber nicht für einen zweiten Durchgang qualifizieren. Dies gelang ihm erstmals am 18. März 2022 beim Weltcupfinale in Méribel, wo er als amtierender Juniorenweltmeister am Start stand und den zehnten Platz belegte. Dasselbe Resultat gelang ihm Anfang Januar 2023 im Nachtslalom auf dem Gudiberg. Bei den Nachtrennen in Schladming belegte er Ende desselben Monats die Ränge acht und vier. Im Rahmen seiner ersten Weltmeisterschaften gewann er an der Seite von Timon Haugan, Thea Louise Stjernesund und Maria Therese Tviberg die Silbermedaille im Mannschaftswettbewerb. Im Slalom von Palisades Tahoe feierte er Ende desselben Monats nach Disqualifikation des Griechen AJ Ginnis seinen ersten Weltcupsieg.
In der Saison 2023/24 verbesserte er sich im Riesenslalom stark und fuhr als Zweiter in Bansko erstmals in dieser Disziplin auf das Podest. Seinen ersten Sieg im Riesenslalom feierte er zu Beginn der Saison 2024/25 am 27. Oktober 2024 in Sölden. Drei Monate später am 28. Januar 2025 gelang ihm beim Nachtriesenslalom auf der Planai ein weiterer Sieg.

## Erfolge

### Weltmeisterschaften
- Courchevel/Méribel 2023: 2. Mannschaftswettbewerb, 22. Riesenslalom, 22. Slalom

### Weltcupwertungen
| Saison  | Gesamt | Gesamt | Riesenslalom | Riesenslalom | Slalom | Slalom |
| Saison  | Platz  | Punkte | Platz        | Punkte       | Platz  | Punkte |
| ------- | ------ | ------ | ------------ | ------------ | ------ | ------ |
| 2021/22 | 113.   | 26     | 33.          | 26           | –      | –      |
| 2022/23 | 21.    | 359    | 22.          | 84           | 9.     | 275    |
| 2023/24 | 13.    | 442    | 6.           | 326          | 22.    | 116    |
| 2024/25 | 14.    | 443    | 4.           | 346          | 26.    | 97     |

### Weltcupsiege
- 5 Podestplätze, davon 3 Siege:

| Datum            | Ort             | Land       | Disziplin    |
| ---------------- | --------------- | ---------- | ------------ |
| 26. Februar 2023 | Palisades Tahoe | USA        | Slalom       |
| 27. Oktober 2024 | Sölden          | Österreich | Riesenslalom |
| 28. Januar 2025  | Schladming      | Österreich | Riesenslalom |

### Juniorenweltmeisterschaften
- Narvik 2020: 29. Super-G
- Bansko 2021: 16. Super-G
- Panorama 2022: 1. Riesenslalom, 1. Slalom, 7. Mannschaftswettbewerb

### Europacup
- Saison 2020/21: 8. Gesamtwertung, 4. Slalomwertung
- Saison 2021/22: 1. Slalomwertung
- 6 Podestplätze, davon 3 Siege:

| Datum             | Ort       | Land       | Disziplin |
| ----------------- | --------- | ---------- | --------- |
| 19. März 2021     | Reiteralm | Österreich | Slalom    |
| 15. Dezember 2021 | Obereggen | Italien    | Slalom    |
| 15. März 2022     | Soldeu    | Andorra    | Slalom    |

### Weitere Erfolge
- 1 norwegischer Meistertitel (Slalom 2020)
- 3 norwegische Vizemeistertitel (Riesenslalom 2020 und 2021, Super-G 2021)
- 23 Siege in FIS-Rennen